# Noarootsi
Noarootsi (švédsky Nuckö) též Noarootsi poolsaar (Noarootský poloostrov) je někdejší ostrov a od 19. století poloostrov na západním pobřeží pevninské části Estonska, územně patřící do kraje Läänemaa, do roku 2017 do obce Noarootsi, po správní reformě v roce 2017 patří do obce Lääne-Nigula, která vznikla sloučením obcí Kullamaa, Martna, Noarootsi, Nõva a staré Lääne-Nigula s vesnicí Nissin Rehemäe.

## Popis
Před druhou světovou válkou převážnou část obyvatelstva tvořili estonští Švédi. Do počátku 18. století byl Noarootsi ostrovem. Na poloostrově je několik brakických jezer, mezi největší patří Sutlepa meri s plochou 202 ha, Vööla meri (74 ha), Karjatsi meri (38 ha), Tuksi järv (20 ha) a Kudani järv (13 ha). Dříve bylo možné proplout kanálem z Harského zálivu (Hara laht) přes jezera Vööla meri, Karjatse meri a Sutlepa meri do Haapsalského zálivu (Haapsalu laht). Mezi nejdelší vodní toky patří řeka Nõva s délkou 22 km, řeka Rickul s 12 km, kanál Leidissoo s 6 km. Ostrov je plochý.
Na území Noarootsi se nacházejí čtyři státní rezervace (včetně ostrova Osmussaar).
Na poloostrově se nachází obce např. Pürksi, Vööla, Einbi, Kudani, Noarootsi, Saare, Paslepa, Hosby, Tahu a Österby atd. 

## Historie
Poloostrov Noarootsi vznikl spojením několika ostrovů. Moderní výzkumy potvrzují dřívější osídlení, které bylo v 13. století posíleno migrací ze švédského Finska, zejména z Uusimaa (Nyland). Tito přistěhovalci získali mnoho privilegií (tzv. Švédské právo), které se týkaly především osobní svobody, svobody pohybu a nižších daní, protože jejich kolonizaci schválil biskup západního Estonska a ostrova (Saare-Lääne). Švédská osada dosáhla svého největšího rozsahu na začátku 16. století. 
na konci 16. století v období Livonské války bylo území pustošeno ruskými vojsky. V roce 1580e oblast dostala pod švédskou nadvládu, které trvalo do roku 1710. Během této vlády byla založena první škola. V Noarootsi byl kostel a v obcích Sotlepa, Rooslepa a Osmussaar byly kaple. 
Po roce 1710 se Estonsko dostalo pod ruskou nadvládu. V 18. století bylo založeno několik panství, práva švédských obyvatel byla omezena. V době Severní války v letech 1710–1711 vypukla na ostrově epidemie a dvě třetiny obyvatel zemřelo, v důsledku této epidemie zaniklo několik vesnic. V roce 1856 bylo založeno školství a samospráva.
V 19. století v Noarootsi začal nový intelektuální život.V Paslepa byl založen seminář, který existoval 14 let. Do roku 1890 bylo založeno mnoho švédských škol. V období estonské vlády se území rozvíjelo, vznikalo lodní stavitelství a lodní přeprava, která zajišťovala vývoz ryb, brambor a jablek do Švédska a Finska. V roce 1934 zde žilo 4388 obyvatel z toho bylo 2697 švédsky mluvících obyvatel tj. 64 %.
V roce 1939 založil v Estonsku vojenské základny a v roce 1940 převzal celkovou moc nad Estonskem. Většina Švédů v letech 1943–1944 emigrovala do Švédska, mnoho vesnic zaniklo nebo bylo zničeno. Po druhé světové válce na poloostrově vznikaly vojenské základny. Po roce 1945 v oblasti Noarootsi byly utvořeny vesnické sověty (külanõukogu) Pürksi, Sutlepa a Riguldi, které zahrnovaly 35 vesnic.
Po roce 1980 se mohli mnozí původní obyvatelé vrátit. Oblast je dvojjazyčná, ale švédština není úředním jazykem.

## Galerie

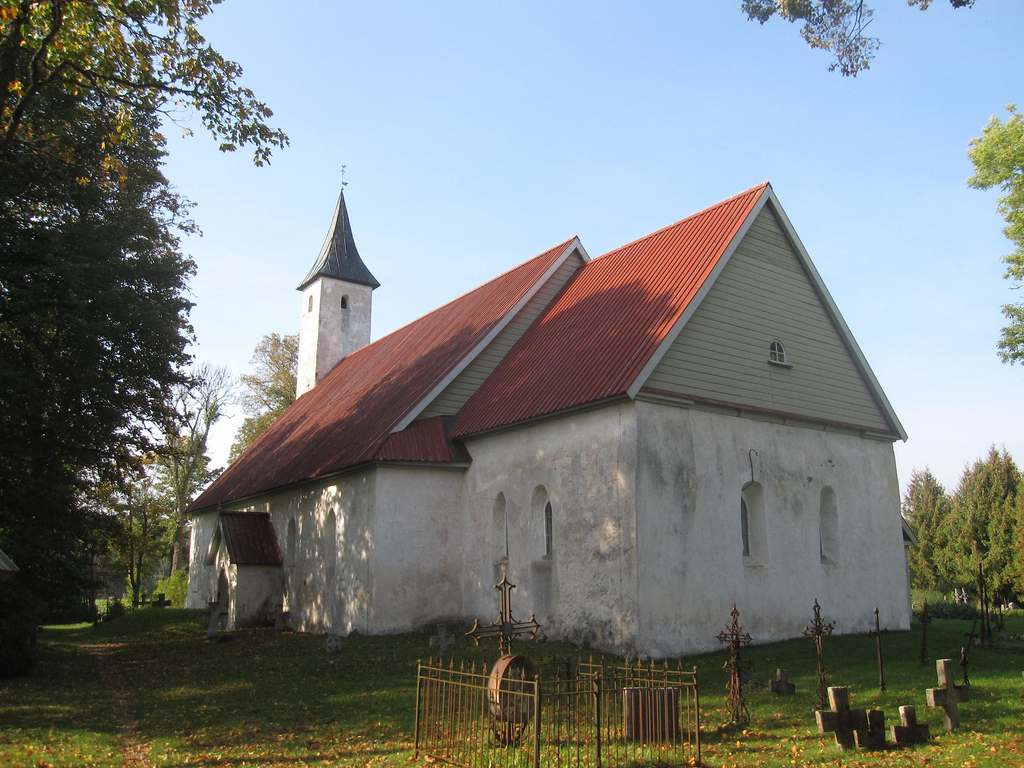
Noarootsi, kostel
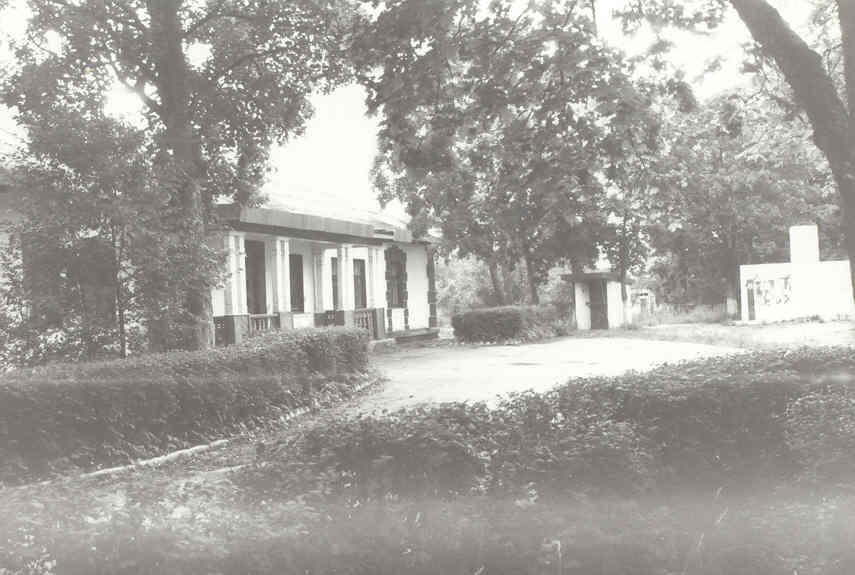
Noarootsi, 1993
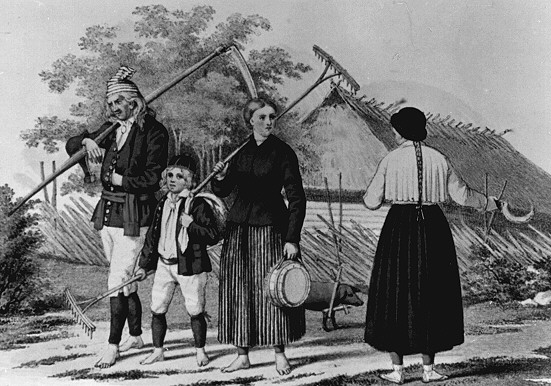
Noarootsi, asi 1800
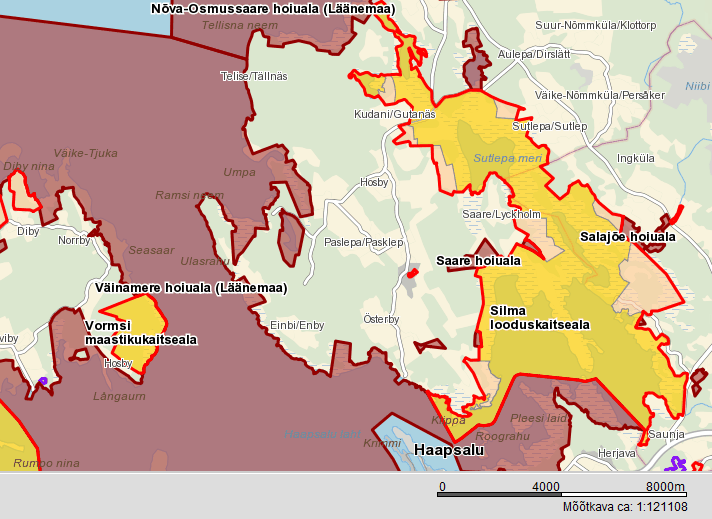
Mapa